# IC 627
IC 627 ist eine Spiralgalaxie vom Hubble-Typ Sa? im Sternbild Sextant südlich des Himmelsäquators. Sie ist schätzungsweise 411 Millionen Lichtjahre von der Milchstraße entfernt und hat einen Durchmesser von etwa 70.000 Lichtjahren.
Das Objekt wurde am 5. Mai 1893 vom französischen Astronomen Stéphane Javelle entdeckt.